# 콤보 (비디오 게임)
비디오 게임상에서 콤보(combo)는 특정 시간 안에 연속된 행동을 실행해 독립적으로 행동을 취했을 때보다 월등한 이익을 낳는 일련의 동작을 뜻한다.

## 역사
대전 격투 게임 역사상에서는 캡콤이 제작한 《스트리트 파이터 II: 더 월드 워리어 (1991)》에서 숙련된 플레이어가 특정 공격을 조합해 컴퓨터 플레이어에게 큰 타격을 입힐 수 있다는 것이 발견되면서 본격적으로 콤보의 개념이 생성됐다.

## 같이 보기
- 코나미 커맨드